# Zdravstveni dom Ljubljana
Zdravstveni dom Ljubljana (kratica ZDL) je javni zdravstveni zavod, katerega glavna naloga je zagotoviti zdravstveno oskrbo na področju Ljubljane in Mestne občine Ljubljana.
V sklopu ZDL delujejo naslednji domovi oz. ustanove:
- Zdravstveni dom Ljubljana Bežigrad
- Zdravstveni dom Ljubljana Center
- Zdravstveni dom Ljubljana Moste-Polje
- Zdravstveni dom Ljubljana Šentvid
- Zdravstveni dom Ljubljana Šiška
- Zdravstveni dom Ljubljana Vič-Rudnik
- Zdravstveni dom Ljubljana SNMP
- Cindi Ljubljana